# Positiva tal
Positiva tal eller positiva reella tal kallas inom matematiken sådana tal som är strikt större än talet noll (0). En beteckning för denna mängd är {\displaystyle \mathbb {R} _{>0}=\left\{x\in \mathbb {R} \mid x>0\right\}} där även {\displaystyle \mathbb {R} _{+}^{*}} och {\displaystyle \mathbb {R} _{*}^{+}} kan användas. Notera att "{\displaystyle *}" är en viktig detalj av beteckningen eftersom den indikerar att talet noll inte ingår i mängden. 
En delmängd av alla positiva tal är mängden av alla positiva heltal som ibland betecknas Z+. Detta är likt mängden av de naturliga talen som antingen är lika med Z+ eller unionen av Z+ och {0}.
Mängden av alla positiva tal skiljer sig från mängden av alla icke-negativa tal, i den bemärkelsen att mängden av de icke-negativa talen även innefattar 0. Noll självt är varken positivt eller negativt.